# 天皇主權說
天皇主权說（日语：／ Tennō Shukensetsu */?），是指在《大日本帝国宪法》中，天皇擁有主權的学说。 这是将西方君主主权适用于日本的内容。 以天皇主权为中心构成的宪法学说被称为天皇主體说（日语：天皇主体説）。

## 历史
1889年（明治22年）公布、於次年（1890年）生效的《大日本帝國憲法》第4条規定：「天皇，爲國之元首，總攬統治權，依本憲法條規行之。」（天皇ハ國ノ元首ニシテ統治権ヲ総攬シ此ノ憲法ノ條規ニ依リテ之ヲ行フ）針对该条文的解释或宪法的解释运用上，分为兩大學派，一是重视天皇主权的穗積八束和上杉慎吉等君权神授学派；二是重视以议会制为中心的宪政、主张天皇机关说的美浓部达吉，及佐佐木惣一等宪政主义学派。
在明治宪法生效之初，主张超然主义的藩閥政治家和官僚採用了以天皇主权为中心的君权学派解释，即天皇主体说。此后，上杉和美浓部就天皇机关说展开了争论。1913年，机关说获得了胜利，被運用到憲法解釋之中。
不過，1935年發生的天皇机关说事件中，美浓部等宪政主义学者遭到排斥。同年，政府发表國體明徴聲明，採用天皇主權說。政府的官方见解排除了天皇机关说，而主导此事的右翼势力和军人的力量也隨之扩大。然而，在宪法学的世界里，天皇机关说依然被认为是理论上正确见解。
1947年《大日本帝国宪法》修訂，而《日本国宪法》实施之際，以前文及新憲法第1条为基础，出现了“主权从天皇移至国民的國民主权說”的八月革命說。

## 相关项目
- 君主制
- 國民主权
- 國家主权
- 绝对君主制
- 日本法西斯主义
- 大日本帝国宪法
- 天皇機關說